# Spiricella unguiculus
Spiricella unguiculus — вид морских заднежаберных брюхоногих моллюсков рода Spiricella. Ранее считался единственным представителем рода.

## Описание
Вид известен только по найденным раковинам, живых особей к 2024 г. обнаружено не было. Впервые описан в 1828 г. Раковина моллюска тонкая и плоская, закруглённая по краям, плотная у краёв и тонкая в центре. Боковые края параллельны друг другу, приподняты и ярко выражены. Спирально закрученная вершина расположена внизу слева.

## Распространение
Судя по местоположению найденных раковин, встречается в восточной части Атлантического океана, от южной Португалии до Мавритании и Средиземноморья.
Раковины Spiricella unguiculus обнаружены в пластах рюпельского яруса олигоцена. В то время вид был широко распространён и обитал в бассейне Северного моря и у более северных атлантических побережий Западной Европы. В период от кайнозоя до настоящего времени его численность резко сократилась, и моллюски переместились к югу.